# مرسدس-آام‌گ جی‌تی چهار-در کوپه
مرسدس-آام‌گ جی‌تی چهار-در کوپه یک خودروی شرکتی است که در سال ۲۰۱۸ به عنوان یک نمونهٔ ۵ در لیفت‌بک از خودروی ۲ در مرسدس-آام‌گ جی‌تی، توسط شرکت مرسدس-آام‌گ معرفی شد. اما برخلاف نسخهٔ ۲ در در ردهٔ سوپر اسپورت قرار نمی‌گیرد؛ بلکه با کلاس-ئی و کلاس-سی‌ال‌اس هم‌رده است.

## مشخصات
مرسدس-آام‌گ جی‌تی چهار-در کوپه مانند مدل دو در آن از نوع موتور جلو بوده و به سیستم ۴ماتیک مجهز است.